# استسلام

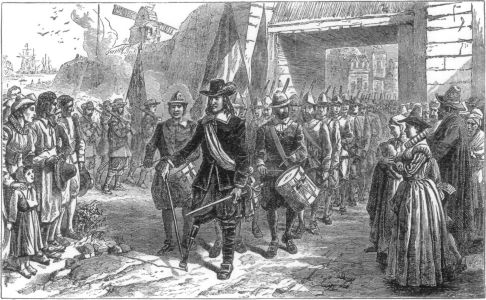
استسلام بيتر ستيفيسانت في نيو أمستردام بواسطة تشارلز هيمستريت

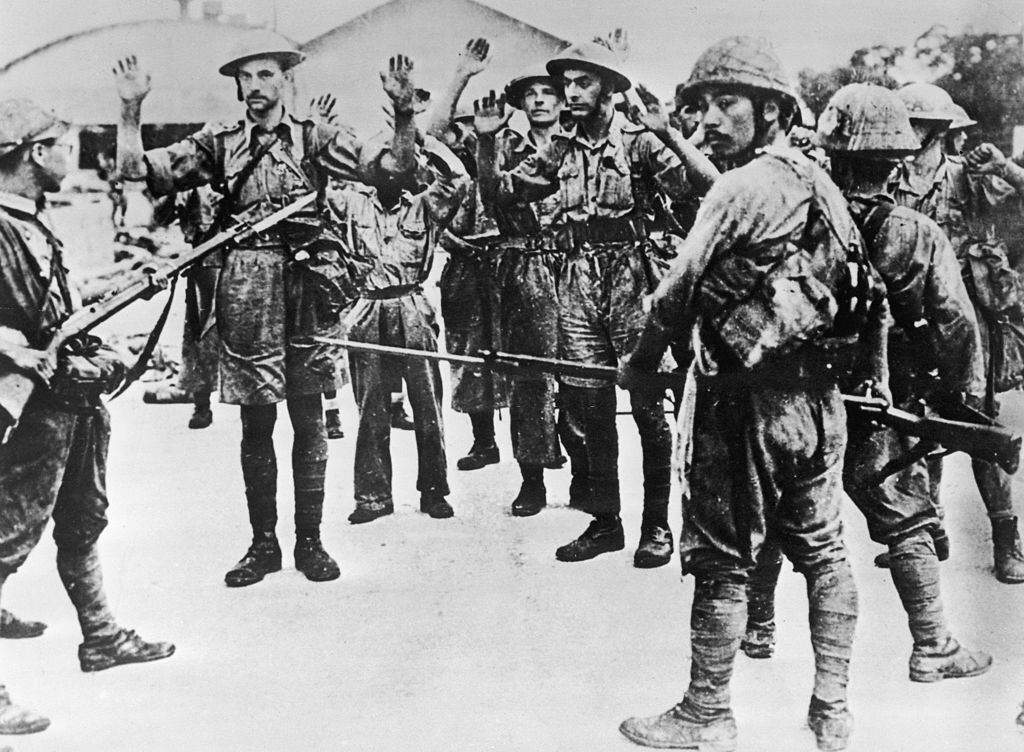
تسليم الجنود البريطانيين تحت تهديد السلاح من قبل المشاة اليابانيين في معركة سنغافورة

الاستسلام هو اتفاق في وقت الحرب من أجل الاستسلام لقوة مسلحة معادية من مكان معين من القوات أو بلدة أو إقليم.

## نبذة
هي حادثة عادية للحروب وبالتالي لا توجد تعليمات سابقة قبل تسوية شروط الاستسلام. إن أكثر هذه الظروف هي حرية الدين وأمن الملكية الخاصة من جهة والوعد بعدم حمل السلاح خلال فترة زمنية معينة من جهة أخرى.
قد يتم إبرام مثل هذه الاتفاقيات بتواطؤ مع ضباط عسكريين أو أشخاص لا يملك العدو السلطة عليهم أثناء الحرب. عندما يتم التوصل إلى اتفاق من قبل موظف ليس لديه السلطة المناسبة أو تجاوز حدود سلطته يطلق عليه «الكفالة» ويجب أن يكون ملزما بالتصديق الضمني.
تنص اتفاقية لاهاي (1899) على قوانين وأعراف الحرب على أن التنازلات المتفق عليها بين الأطراف المتنازعة يجب أن تتوافق مع قواعد الشرف العسكري.

## استسلام البورصة
في الأسواق المالية يكون «الاستسلام» في السوق انخفاض السوق (التشاؤم) إلى ان تنتهي حالة بيع «الذعر أو الخوف».